# Fujiwara no Sadayori
Fujiwara no Sadayori est un nom japonais traditionnel ; le nom de famille (ou le nom d'école), Fujiwara, précède donc le prénom (ou le nom d'artiste).
Fujiwara no Sadayori (藤原定頼) (né en 995, mort le 8 février 1045) est un poète et courtisan japonais Kuge du milieu de l'époque de Heian. Son père est Fujiwara no Kintō et sa mère la fille du prince Akihira, fils de l'empereur Murakami. Il accède aux titres de shōnii et de chūnagon (gonchūnagon), prenant le nom japonais de Shijō Chūnagon (四条中納言). Son nom est mentionné dans la liste anthologique Chūko Sanjūrokkasen.
En 1007 il est nommé jugoi, en 1008 chambellan et en 1009 tenjōbito (officiel de la cour). En 1017 il est promu kurodonotō puis Shōshii, en 1020 sangi et sadaiben et en 1022 shōsanmi. En 1029, il accède au titre de Gonchūnagon et en 1042 à celui de Shōnii. Vers 1044 il tombe malade, se fait moine bouddhiste et meurt l'année suivante.
Il existe des anecdotes à propos de ses relations avec la poétesse Koshikibu no Naishi, ainsi qu'avec les poétesses Sagami et Daini no Sanmi. Il est expert en musique, dans les chants sutras bouddhistes et en calligraphie chinoise. Il participe à des utaawase (concours de waka) en 1032 et 1035.
Quelques-uns de ses poèmes sont inclus dans l'anthologie impériale Goshūi Wakashū. Sa collection personnelle s'appelle Sadayori-shū (定頼集). Un de ses poèmes est inclus dans l'anthologie Ogura Hyakunin Isshu.

## Source
- Peter McMillan (2008) One hundred poets, one poem each: a translation of the Ogura Hyakunin Isshu. New York: Columbia University Press.  (ISBN 978-0-231-14398-1)

## Source de la traduction
- (es) Cet article est partiellement ou en totalité issu de l’article de Wikipédia en espagnol intitulé « Fujiwara no Sadayori » (voir la liste des auteurs).